# AE Kindermann
Die Associação Esportiva Kindermann war ein brasilianischer Sportverein für Frauen aus Caçador im Bundesstaat Santa Catarina. Er betrieb vornehmlich Fußball und Futsal.

## Geschichte
Die Sportgemeinschaft wurde 1975 von dem Hotelkettenbetreiber Salézio Kindermann (* 23. August 1943 in Gravatal) zunächst noch als Talentförderverein für den Jungennachwuchs gegründet, der 2004 zu einem reinen Frauenfußballclub reformiert wurde.
Die Sportgemeinschaft war vierzehn Jahre lang das dominierende Frauenfußballteam von Santa Catarina und hat im Herbst 2015 zum achten Mal in Folge die Staatsmeisterschaft gewonnen. Auf nationaler Ebene hat das Team 2014 das Meisterschaftsfinale erreicht, in dem man gegen die Ferroviária aus Araraquara mit 0:3 und 3:5 unterlegen war. Gegen selbiges Team hat man aber im April 2015 mit einem 3:3 und 5:3 den brasilianischen Pokal als ersten nationalen Titel gewinnen können.
Am 11. Dezember 2015 ist Trainer Josué Henrique Kaercher (35) in einem Hotel in Caçador von einem ehemaligen Mitglied des Futsaltrainerstabes erschossen wurden. Der alkoholisierte Täter hatte auch die Ermordung weiterer anwesender Vereinsfunktionäre beabsichtigt, um sich für seine wenige Tage zuvor erfolgte Entlassung zu rächen, konnte aber überwältigt und von der Polizei festgenommen werden. Er wurde im Juni 2017 zu einer Gefängnisstrafe von 63 Jahren verurteilt und starb im Gefängnis von Curitibanos am 13. Mai 2020 nach einem Schlaganfall.
Die Vereinsführung hatte nach dieser Tragödie den gesamten Spielbetrieb für unbestimmte Zeit eingestellt, bis am 12. Januar 2017 der Vereinsgründer und Präsident Salézio Kindermann die Rückkehr seiner Sportgemeinschaft in den professionellen Spielbetrieb zur kommenden Premierensaison der Série A1 bekannt gab. Als neuer Übungsleiter wurde der ehemalige Trainer der Frauennationalmannschaft Jorge Barcellos verpflichtet. Seit der Saison 2019 besteht eine Vereinskooperative mit dem Hauptstadtclub Avaí FC, die in der Saison 2020 ein zweites Mal bis in das Meisterschaftsfinale vordringen konnte, hier aber dem favorisierten SC Corinthians unterlag.
Am 15. Mai 2021 ist Salézio Kindermann im Krankenhaus von Caçador in Folge einer Erkrankung mit dem COVID-19-Virus verstorben, mit dem er sich im Monat zuvor infiziert hatte. Die Zukunft seiner Sportgemeinschaft war seither offen. Am 12. November 2021 bestritt das Team im Estadio Arsenio Erico von Asunción in der Begegnung mit Independiente Santa Fe im Wettbewerb um die Copa Libertadores Femenina 2021 sein letztes Spiel. Eine Woche darauf wurde die Einstellung aller Aktivitäten der Sportgemeinschaft von den Erben ihres Gründers bekannt gegeben.
Zu Ehren des Verstorbenen wurde am 7. März 2022 das Kommunalstadion von Caçador, welches bis dahin den Namen von Carlos Alberto Costa Neves getragen hatte, in Estádio Salézio Kindermann umbenannt.

## Erfolge
Fußball:
| Brasilianischer Pokalsieger            | 0(1×): | 2015                                                                   |
| Staatsmeisterschaft von Santa Catarina | (12×): | 2008, 2009, 2010, 2011, 2012, 2013, 2014, 2015, 2017, 2018, 2019, 2021 |

Futsal:
| Taça Brasil | (2×): | 2005, 2006 |

## Trainer (unvollständig)
| Name                      | Zeitraum  | Bemerkung                  |
| ------------------------- | --------- | -------------------------- |
| Brasilton Neves N. Junior | 2013      |                            |
| Marcelo Maria Frigério    | 2014      |                            |
| Josué Henrique Kaercher   | 2015      | Brasilianischer Pokal 2015 |
| Jorge Barcellos           | 2017–2021 |                            |
| Rodolfo Machado de Souza  | 2021      |                            |

## Bekannte Spielerinnen
- Andressa Cavalari Machry
- Bárbara Micheline do Monte Barbosa
- Djenifer Becker
- Gabi Zanotti
- Luciléia Renner (mehrfache Futsalweltmeisterin)